# Simon Waley
Simon Waley Waley (Stockwell, Londres 23 d'agost de 1827 - Marylebone, Londres, 30 de desembre de 1875) fou un compositor i pianista anglès.
D'ascendència jueva, des de molt jove començà l'estudi del piano amb Moscheles i els de composició amb Horsley i Molique. Malgrat que mai exercí la música com a professió, perquè dedicà les seves principals activitats a la Banca i altres finances, en les que ocupà posicions envejables, aconseguí adquirir gran renom en el món musical londinenc com a concertista de piano i compositor de música de cambra i obres corals.
Foren publicades moltes de les seves composicions per a piano, cançons, un Concert de piano amb acompanyament d'orquestra, i dos trios per a piano, de gran efecte. Les obres de Waley, molt influenciades per l'estil de Mendelssohn, s'assenyalen per la seva finor i elegància, així com per la seva riquesa harmònica i de detall. Una de les millors composicions seves és un arranjament coral dels Salms 117 i 188 per al servei de les sinagogues.